# Ivar Eidefjäll
Ivar Eidefjäll, nato Augustsson (Jönköping, 18 ottobre 1921 – 23 maggio 2011), è stato un calciatore svedese, di ruolo attaccante.

## Carriera
Giocò sette stagioni in Italia, disputando quattro campionati in Serie A (127 presenze e 13 reti) e 3 in Serie B (93 presenze e 21 reti) con Legnano, (dal 1950 al 1954, con due promozioni in A) e Novara (dal 1954 al 1957).
Il 2 ottobre 1949 disputò la sua prima ed unica partita con la maglia della Nazionale maggiore svedese, mentre nella Nazionale B conta 4 presenze e 7 reti.